# Cabra malagueña
La cabra malagueña, también conocida como cabra costeña, es una raza caprina originaria de la provincia de Málaga, Andalucía. Es considerada una de las razas lecheras más importantes a nivel mundial y ha influenciado a otras razas en la península ibérica.

### Distribución Geográfica
Su mayor concentración se encuentra en el sur de la península ibérica, especialmente en la provincia de Málaga. Su distribución se extiende por el litoral andaluz, incluyendo la Costa Granadina y la provincia de Málaga, así como otras provincias andaluzas. También se encuentra en otras comunidades autónomas de España como Extremadura, Castilla y León, Castilla-La Mancha, Navarra, La Rioja, Cataluña, y Valencia, así como en las Islas Baleares (Ibiza). Su presencia también se extiende a países vecinos como Portugal, el norte de Marruecos e Italia.

### Características Físicas y de Producción
Una de las características más importantes de la cabra malagueña es su elevada producción de leche, tanto en cantidad como en calidad. Esto la convierte en una raza altamente valorada para la producción de lácteos, como el Queso de Málaga. Además, también se dedica a la producción y consumo de otros productos derivados como el Chivo Lechal Malagueño.
Físicamente, la cabra malagueña se distingue por su piel fina y aterciopelada, mucosas claras y, en muchos casos, con pigmentación. Generalmente tiene el pelo corto, aunque puede presentarse más largo en algunos individuos. Su capa es uniforme y de color rubio, con tonalidades que varían desde el rubio claro (albahío) hasta el rubio oscuro (retinto). Frecuentemente, presentan mamellas.

### Adaptabilidad y Reproducción
La rusticidad de esta raza la hace muy resistente a los climas cálidos y le permite adaptarse a distintos sistemas de explotación. La mayoría de los rebaños son familiares y de régimen semiextensivo. Desde el punto de vista reproductivo, la cabra malagueña es precloz y prolífica. Las hembras son poliéstricas permanentes, lo que contribuye a una de las tasas de fertilidad más elevadas.

## Características
Su piel es fina y aterciopelada, las mucosas claras, sonrosadas y, en muchos casos, con abundante pigmentación. Suelen tener el pelo corto, aunque se pueden encontrar animales de pelo más largo,  formando raspil y calzón, especialmente en la sierra. Frecuentemente presenta mamellas. La capa es uniforme, de color rubio, que va desde el rubio claro o albahío al rubio oscuro o retinto.
Sexualmente hablando, la raza es precoz y prolífica y tiene una de las tasas de fertilidad más elevadas, ya que las hembras son poliéstricas permanentes. 
La rusticidad de la cabra malagueña la hace muy resistente a los climas cálidos. Se adapta fácilmente a distintos sistemas de explotación, siendo familiares la mayoría de los rebaños y de régimen semiextensivo.
La raza se dedica principalmente a la producción de leche, debido a su gran productividad, aunque se encuentra en auge la producción y consumo de otros productos derivados como el Queso de Málaga y el Chivo Lechal Malagueño.

## Origen
Parece ser que el origen de la cabra malagueña procede de un cruce entre la cabra alpina, que llegó desde el norte, y la raza maltesa, que llegó desde Marruecos. La mezcla se produjo en Andalucía , pero no es exclusiva de Málaga. Recibe este nombre por ser la zona en la que hay más núcleos de ejemplares, pero en realidad se extienden por toda la geografía de Andalucía, la Mancha, Extremadura...